# Cremador

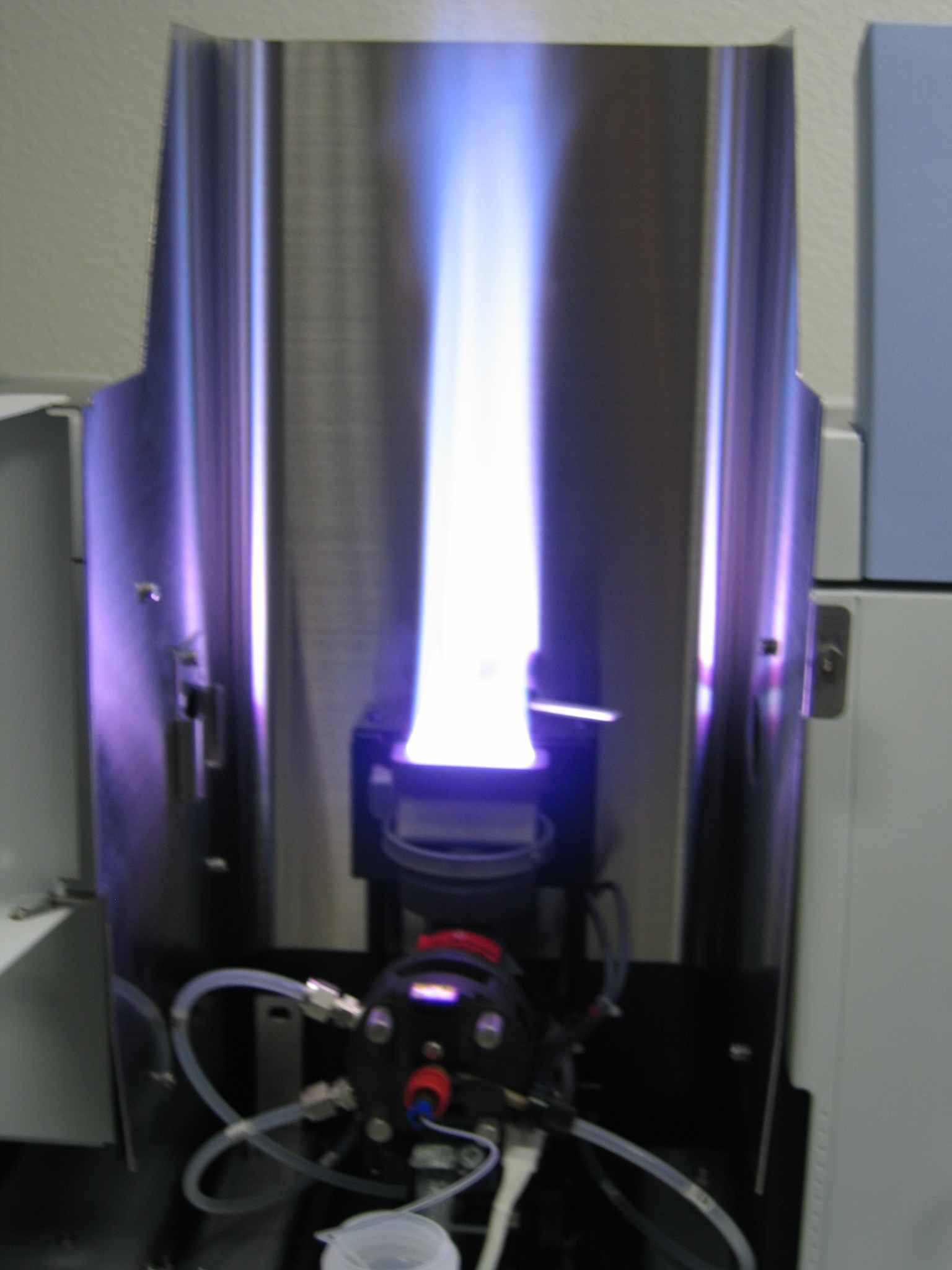
Cremador emprat en espectrometria d'absorció atòmica

Un cremador és un dispositiu que genera una flama deguda a una combustió, la finalitat de la qual és escalfar alguna cosa. Les característiques del cremador dependran de si el combustible (gas natural, hidrogen, acetilè, fuel, carbó, etc.) utilitzat és sòlid, líquid o gasos, tot i que hi ha cremadors que poden funcionar amb tipus de combustibles diferents (normalment líquids i gasosos).
El cremador barreja el combustible amb un comburent (normalment aire, que conté oxigen) per tal d'ésser cremat.
Per aconseguir una combustió de qualitat, en la que s'aprofitin al màxim els combustibles i s'obtinguin la menor quantitat de residus és molt important realitzar una bona mescla de combustible i comburent amb les proporcions adequades.
Els més simples regulen el fluix del combustible que es crema en contacte amb l'aire ambient. Atès que la combustió només té lloc en fase gasosa, els cremadors de combustibles líquids o sòlids (carbó polvoritzat) han d'assegurar la polvorització del combustible i barrejar-lo uniformement amb l'aire necessari per a la combustió. Certs combustibles, com el petroli i el fueloil pesant, han d'ésser escalfats abans de la polvorització.

## Tipus de cremadors

### Cremador de combustibles sòlids
Són els menys utilitzats i els seus principals problemes són el subministraments d'aire i l'eliminació dels productes secundaris sòlids generats.

### Cremador de combustibles líquids
Normalment utilitzen gasoil o fuel com a combustible i les seves funcions entre d'altres són: mantenir constant la proporció combustible/comburent, assegurar que tot el combustible estigui en contacte amb l'aire i proporcionar la quantitat suficient d'aire per realitzar la combustió.
En aquests cremadors és molt important polvoritzar el combustible per poder-lo mesclar bé amb l'aire. Per aconseguir-lo és necessari que el combustible tingui una viscositat molt elevada i això no és possible amb tots els combustibles, però, per exemple, amb el fuel sí que és possible escalfant-lo fins a 110 °C.
Els principals components d'un cremador de polvorització mecànica són:
-Circuit hidràulic (combustible)
-Circuit neumàtic (comburent)
-Circuit elèctric (control)

### Cremador de combustibles gasosos
Són els més senzills, ja que és més fàcil mesclar el combustible amb el comburent (aire). És molt important controlar la velocitat de sortida del gas per mantenir la flama constant.
Poden ser de difusió o de premescla. Els cremadors de difusió són aquells en què el combustible crema a mesura que entra el comburent, mentre que en els cremadors de premescla el combustible i el comburent es mesclen abans de la ignició.
Un exemple de cremadors de difusió són els cremadors atmosfèrics en els que es fa circular el flux de combustible a treves d'un canal al costat d'una càmera d'on aspira part de l'aire necessari per a la combustió.
Un exemple de cremadors de premescla són els cremadors de gas pressuritzat que tenen una constitució semblant als cremadors de combustibles líquids. Aquests cremadors tenen una càmera on es mesclen el gas amb l'aire abans de la ignició.